# Тенис на Летњим олимпијским играма 1988.
Такмичења у тенису на Олимпијским играма 1988. у Сеулу, у Јужној Кореји одржана су први пут после Олимпијских игара у Паризу 1924. године. На играма 1984. у Лос Анђелесу тенис је био демонстрациони спорт.
Такмичење је одржано од 20. септембра до 1. октобра у Олимпијском центру у Сеулу, у мушкој и женској конкуренцији појединачно и у паровима. Поражени у полуфиналу нису играли за треће место него су додељене по две бронзане медаље у свим дисциплинама.
Највећи успех је постигла Штефи Граф из Западне Немачке, са две освојене медаље, златном (појединачно) и бронзаном (дубл).

## Освајачи медаља
| Дисциплина           | Злато                                       | Сребро                                    | Бронза                                          |
| -------------------- | ------------------------------------------- | ----------------------------------------- | ----------------------------------------------- |
| Мушкарци појединачно | Милослав Мечирж Чехословачка                | Тим Мејот Сједињене Државе                | Стефан Едберг Шведска                           |
| Мушкарци појединачно | Милослав Мечирж Чехословачка                | Тим Мејот Сједињене Државе                | Бред Гилберт Сједињене Државе                   |
| Мушки парови         | Кен Флеч · Роберт Сегусо Сједињене Државе   | Емилио Санчез · Серхио Казал Шпанија      | Милослав Мечирж · Милан Шрејбер Чехословачка    |
| Мушки парови         | Кен Флеч · Роберт Сегусо Сједињене Државе   | Емилио Санчез · Серхио Казал Шпанија      | Стефан Едберг · Андерс Јерид Шведска            |
| Жене појединачно     | Штефи Граф Западна Немачка                  | Габријела Сабатини Аргентина              | Зина Гарисон Сједињене Државе                   |
| Жене појединачно     | Штефи Граф Западна Немачка                  | Габријела Сабатини Аргентина              | Мануела Малејева Бугарска                       |
| Женски парови        | Пем Шрајвер · Зина Гарисон Сједињене Државе | Јана Новотна · Хелена Сукова Чехословачка | Елизабет Смајли · Венди Тернбул Аустралија      |
| Женски парови        | Пем Шрајвер · Зина Гарисон Сједињене Државе | Јана Новотна · Хелена Сукова Чехословачка | Штефи Граф · Клаудија Коде-Килш Западна Немачка |

## Биланс медаља
|   | Држава           | Злато | Сребро | Бронза | Укупно |
| 1 | Сједињене Државе | 2     | 1      | 2      | 5      |
| 2 | Чехословачка     | 1     | 1      | 1      | 3      |
| 3 | Западна Немачка  | 1     | 0      | 1      | 2      |
| 4 | Аргентина        | 0     | 1      | 0      | 1      |
| 4 | Шпанија          | 0     | 1      | 0      | 1      |
| 6 | Шведска          | 0     | 0      | 2      | 2      |
| 7 | Аустралија       | 0     | 0      | 1      | 1      |
| 7 | Бугарска         | 0     | 0      | 1      | 1      |
|   | Укупно (8)       | 4     | 4      | 8      | 16     |